# Норт-Форк (Аризона)
Норт-Форк (англ. North Fork) — переписна місцевість (CDP) в США, в окрузі Навахо штату Аризона. Населення — 1467 осіб (2020).

## Географія
Норт-Форк розташований за координатами 34°0′6″ пн. ш. 109°57′49″ зх. д. / 34.00167° пн. ш. 109.96361° зх. д. (34.001666, -109.963546).  За даними Бюро перепису населення США в 2010 році переписна місцевість мала площу 159,60 км², з яких 159,57 км² — суходіл та 0,03 км² — водойми.

## Демографія
Згідно з переписом 2010 року, у переписній місцевості мешкало 1417 осіб у 364 домогосподарствах у складі 310 родин. Густота населення становила 9 осіб/км².  Було 396 помешкань (2/км²).
Расовий склад населення:
| - 93,6 % — корінних американців - 5,3 % — білих - 0,4 % — азіатів - 0,1 % — чорних або афроамериканців |

До двох чи більше рас належало 0,6 %. Частка іспаномовних становила 2,1 % від усіх жителів.
За віковим діапазоном населення розподілялося таким чином: 35,2 % — особи молодші 18 років, 59,6 % — особи у віці 18—64 років, 5,2 % — особи у віці 65 років та старші. Медіана віку мешканця становила 27,2 року. На 100 осіб жіночої статі у переписній місцевості припадало 101,0 чоловіків;  на 100 жінок у віці від 18 років та старших — 90,1 чоловіків також старших 18 років.
Середній дохід на одне домашнє господарство  становив 55 455 доларів США (медіана — 45 372), а середній дохід на одну сім'ю — 57 936 доларів (медіана — 45 959). Медіана доходів становила 39 310 доларів для чоловіків та 34 740 доларів для жінок. За межею бідності перебувало 37,6 % осіб, у тому числі 41,7 % дітей у віці до 18 років та 20,7 % осіб у віці 65 років та старших.
Цивільне працевлаштоване населення становило 484 особи. Основні галузі зайнятості: освіта, охорона здоров'я та соціальна допомога — 27,7 %, публічна адміністрація — 18,6 %, роздрібна торгівля — 16,3 %.